# Silkerode
Silkerode è una frazione del comune tedesco di Sonnenstein, in Turingia.

## Storia
Silkerode costituì un comune autonomo fino al 1º dicembre 2011.